# Prieuré Saint-Pierre de Môtiers
Le prieuré Saint-Pierre de Vautravers est situé à Môtiers dans le Val-de-Travers, dans le canton de Neuchâtel, en Suisse. 
Son histoire couvre près de deux millénaires, puisqu'elle s'étend de l'époque romaine à la fabrication de vins mousseux aux XIXe et XXe siècles, en passant par un monastère de belle importance au Moyen Âge dans la région.

## Archéologie
Depuis 1995, les recherches archéologiques effectuées par l'Office du patrimoine et de l'archéologie du canton de Neuchâtel ont apporté de nombreuses précisions sur les origines du prieuré de Môtiers.

### Des vestiges de l'époque romaine et du haut Moyen Âge

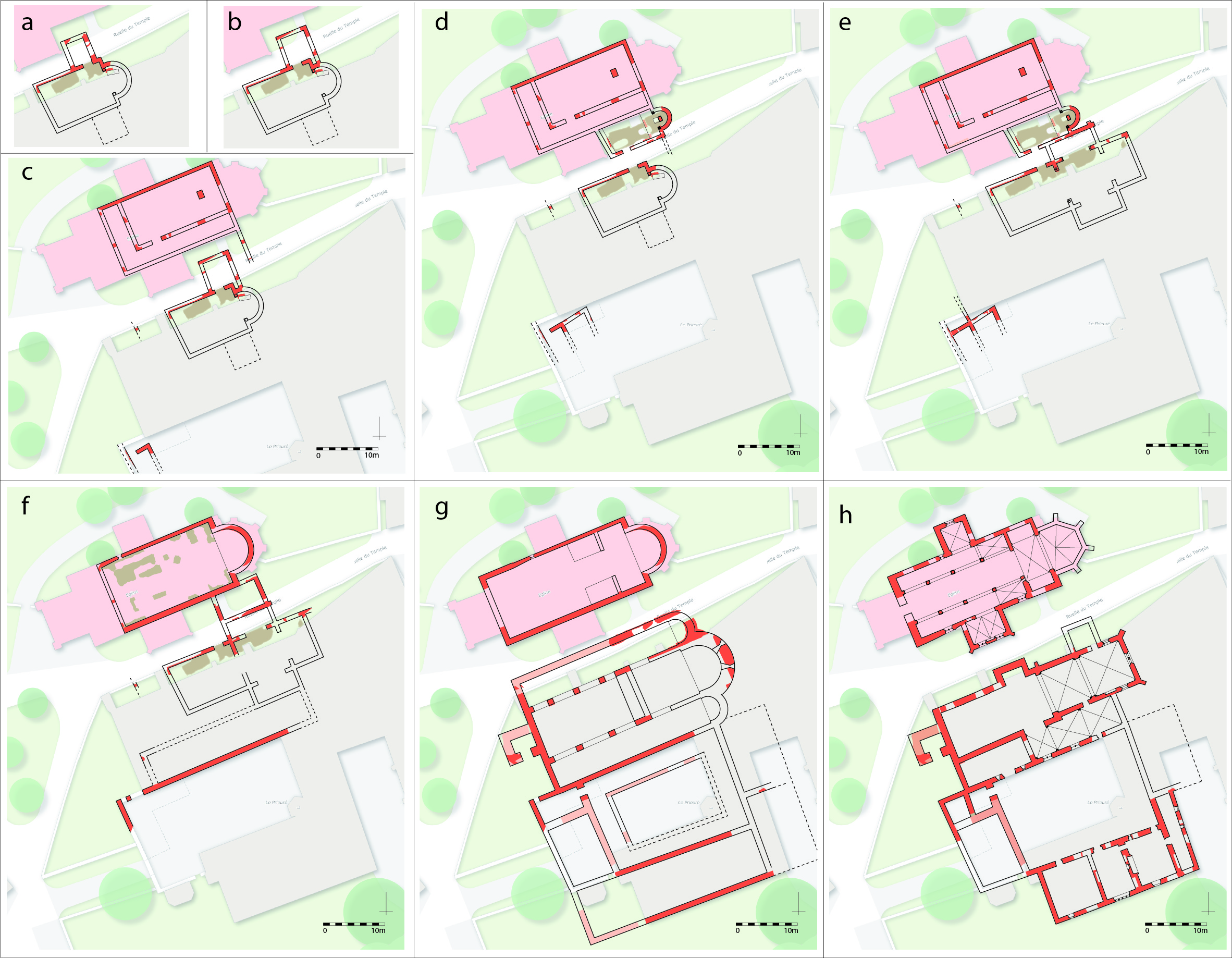
Plans restitués (dessin Christian de Reynier 2018): a) VIe{VIIe}} s., b) VIIe s., c) VIIIe s., d et e) s., g) XIe}XIIe s. et h) XVIe s.

Les fouilles archéologiques ont ainsi révélé une occupation romaine du Ier siècle apr. J.-C., mais n'ont pu en déterminer l’extension et la fonction exactes.
Les vestiges d’une première église ont été découverts sous l’édifice médiéval dédié à saint Pierre. Sa construction remonte au VIe ou au début du VIIe siècle, voire peut-être au Ve siècle. Les murs étaient bâtis avec soin et le chœur abritait un tombeau. Ce lieu de culte peut être comparé aux premières églises du prieuré de Romainmôtier. Dès le Ve siècle, des ermites et des moines s'installent en effet dans les vallées et le long des voies de communication jurassiennes. Ils fondent des monastères actifs dans la mise en valeur et le contrôle de ces territoires. 

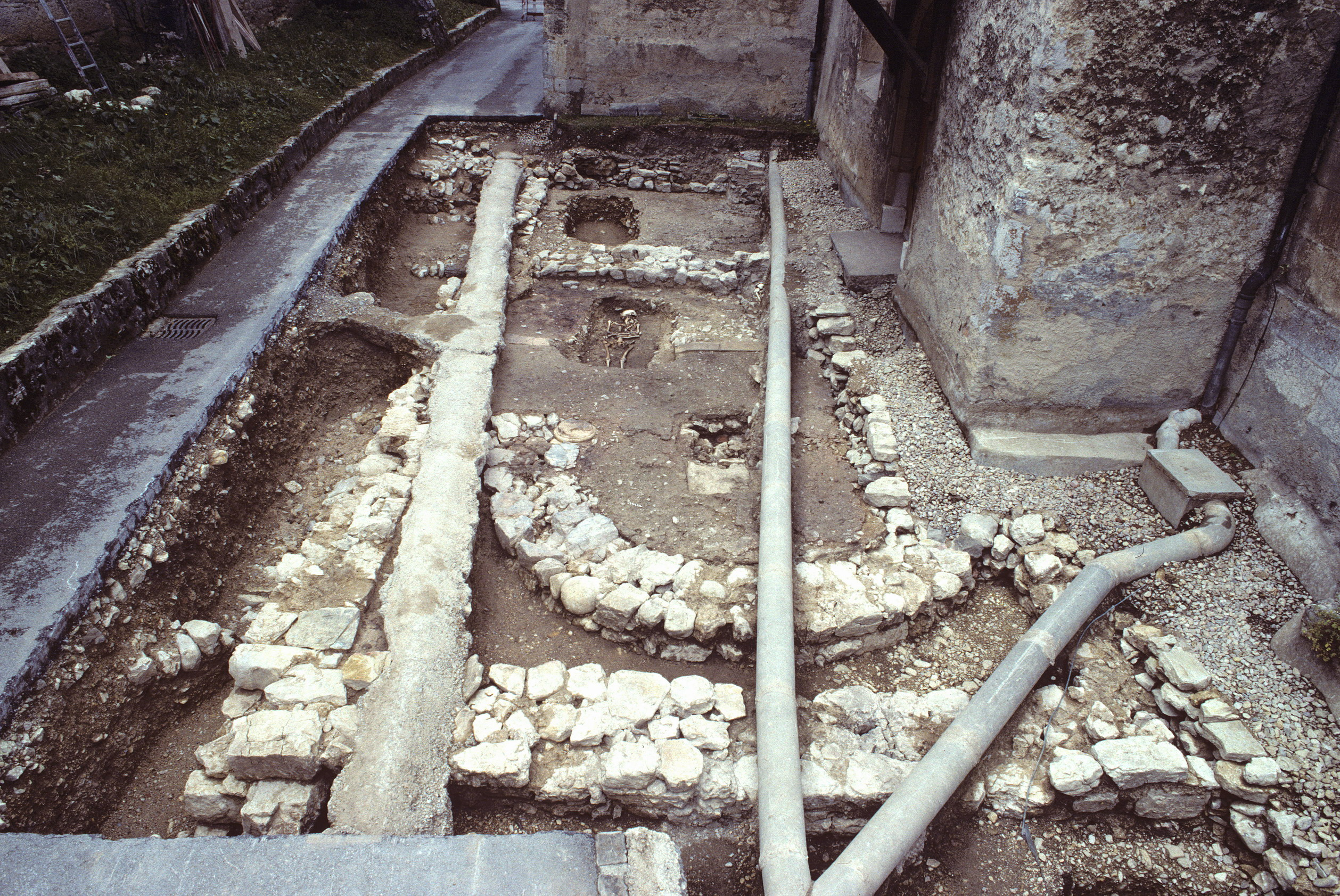
Vestiges de la chapelle placée entre les églises Saint-Pierre et Notre-Dame

Au VIIIe siècle, la vocation monastique du site de Môtiers est renforcée par la construction d’un deuxième lieu de culte, selon une pratique courante au haut Moyen Âge, à l'image des monastères de Romainmôtier, de Moutier-Grandval, de Saint-Ursanne ou de Luxeuil. La deuxième église de Môtiers se situait à l’emplacement de l’actuelle église paroissiale. Elle avait un plan rectangulaire et ses façades ouest et sud étaient sans doute flanquées de portiques. 
Au VIIIe siècle ou au IXe siècle, une chapelle supplémentaire est édifiée entre les deux églises. Au premier millénaire, ces édifices n’avaient pas de fonctions funéraires, puisque seules deux tombes ont été trouvées dans les fouilles archéologiques de l’église Saint-Pierre.

### Un site qui gagne en importance à l’époque carolingienne
Du VIIIe au XIe siècle, les bâtiments connaissent de nombreux remaniements. La première église - sous le vocable de Saint-Pierre - est allongée et se présente en trois parties distinctes: une nef, un chœur et un sanctuaire. La seconde église - sous le vocable de Notre-Dame - est agrandie. Un grand bâtiment destiné au logement des moines complète l'ensemble.
À partir de l’époque carolingienne, le monastère gagne encore en taille et en importance. Le monastère constituait le centre administratif et spirituel de la région et jouait un rôle important pour le royaume de Bourgogne. Entre 888 et 1032, ce dernier s’étendait en effet de part et d’autre du Jura et l’axe du Val-de-Travers constituait une liaison stratégique. Un roi bourguignon ou un de ses proches pourrait être à l’origine du développement du site durant les IXe et Xe siècles. C’est d’ailleurs au titre de descendant des comtes de Bourgogne que l’empereur Frédéric Barberousse prend Môtiers sous sa protection en 1178,,,.

## Histoire

### Un monastère dont le nom apparaît à la fin duXIesiècle
Les découvertes archéologiques permettent d’inscrire le prieuré de Môtiers parmi les plus anciennes fondations religieuses de la région. Les premières mentions écrites du « monastère Saint-Pierre de Vautravers » apparaissent dans les textes d'archives à la fin du XIe siècle. À cette époque, deux abbayes de première importance – Cluny, en Bourgogne et La Chaise-Dieu, en Auvergne – se disputent les nombreuses propriétés et les droits étendus dont Môtiers est détenteur. C’est finalement à la seconde que le pape Pascal II rattache le prieuré en 1107, une affiliation qui perdurera jusqu’en 1507, date de son attribution au chapitre collégial de Neuchâtel,,,.

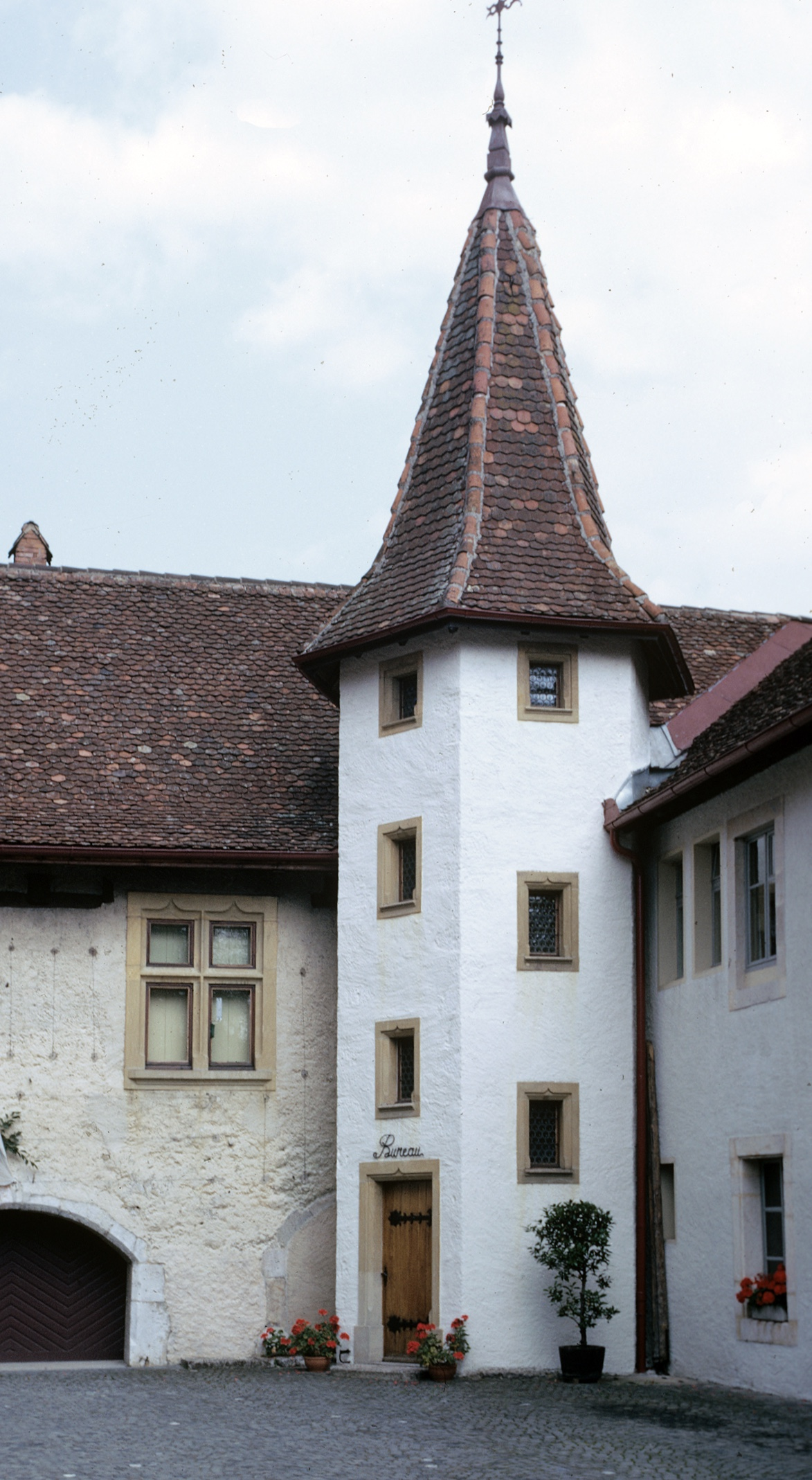
La tourelle d'escalier construite à la fin du XIXe siècle, état en 2007

### XIeauXVIesiècle: monastère médiéval et église paroissiale

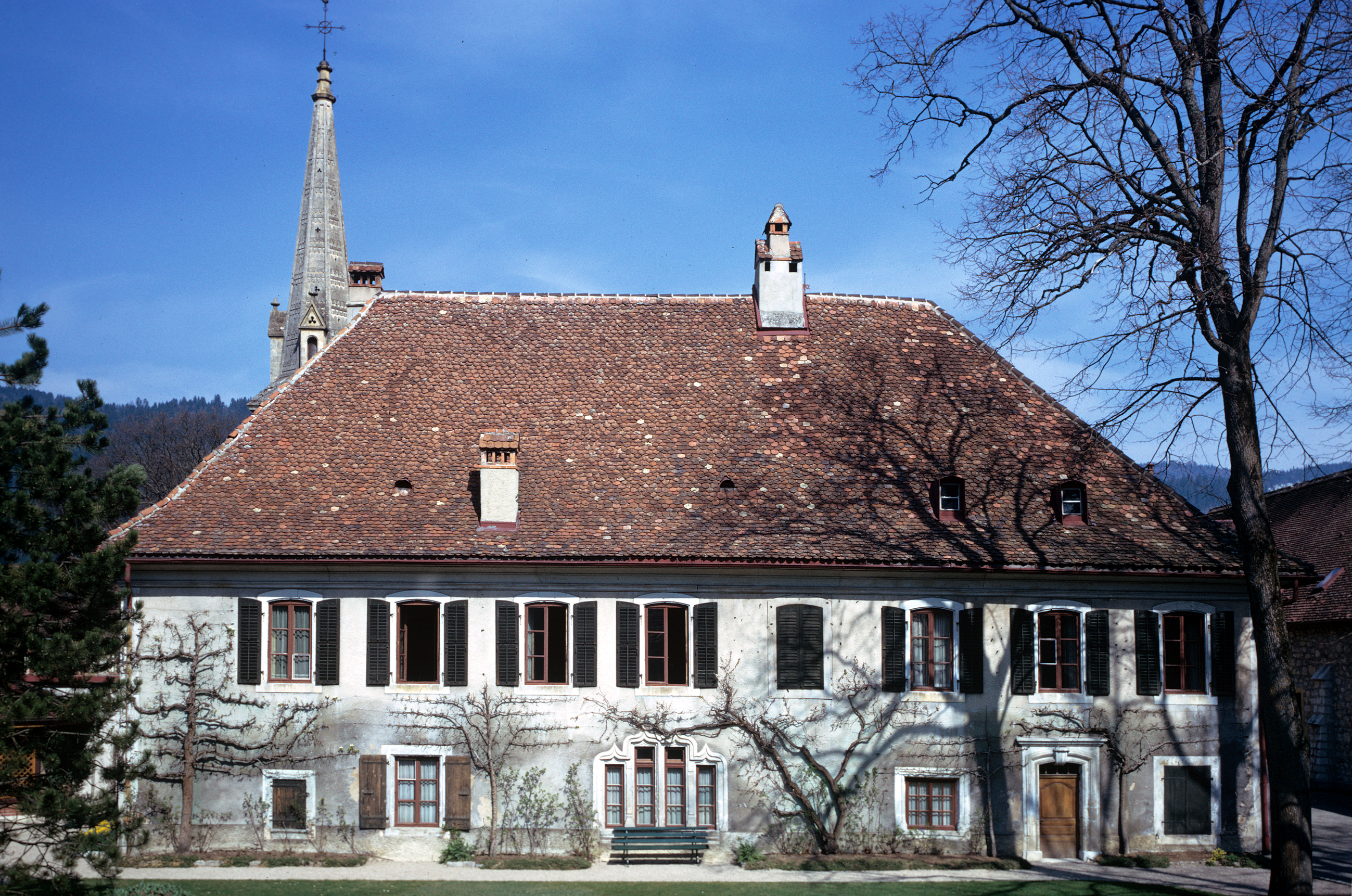
La façade sud de l'ancien corps de logis, en 2007

À la suite d'un incendie, l’église Saint-Pierre est rasée et remplacée par un nouvel édifice ; son plan devient plus complexe avec abside et absidioles, bas-côtés et clocher-porche à l’ouest. Une crypte couverte de voûtes d’arêtes et une galerie de jubé complètent l’ensemble. Cette reconstruction suit de peu le rattachement du prieuré à l’abbaye de La Chaise-Dieu, à savoir entre 1093 et 1107. À la même époque, de nouveaux bâtiments conventuels sont édifiés au sud de Saint-Pierre, autour d’un cloître.

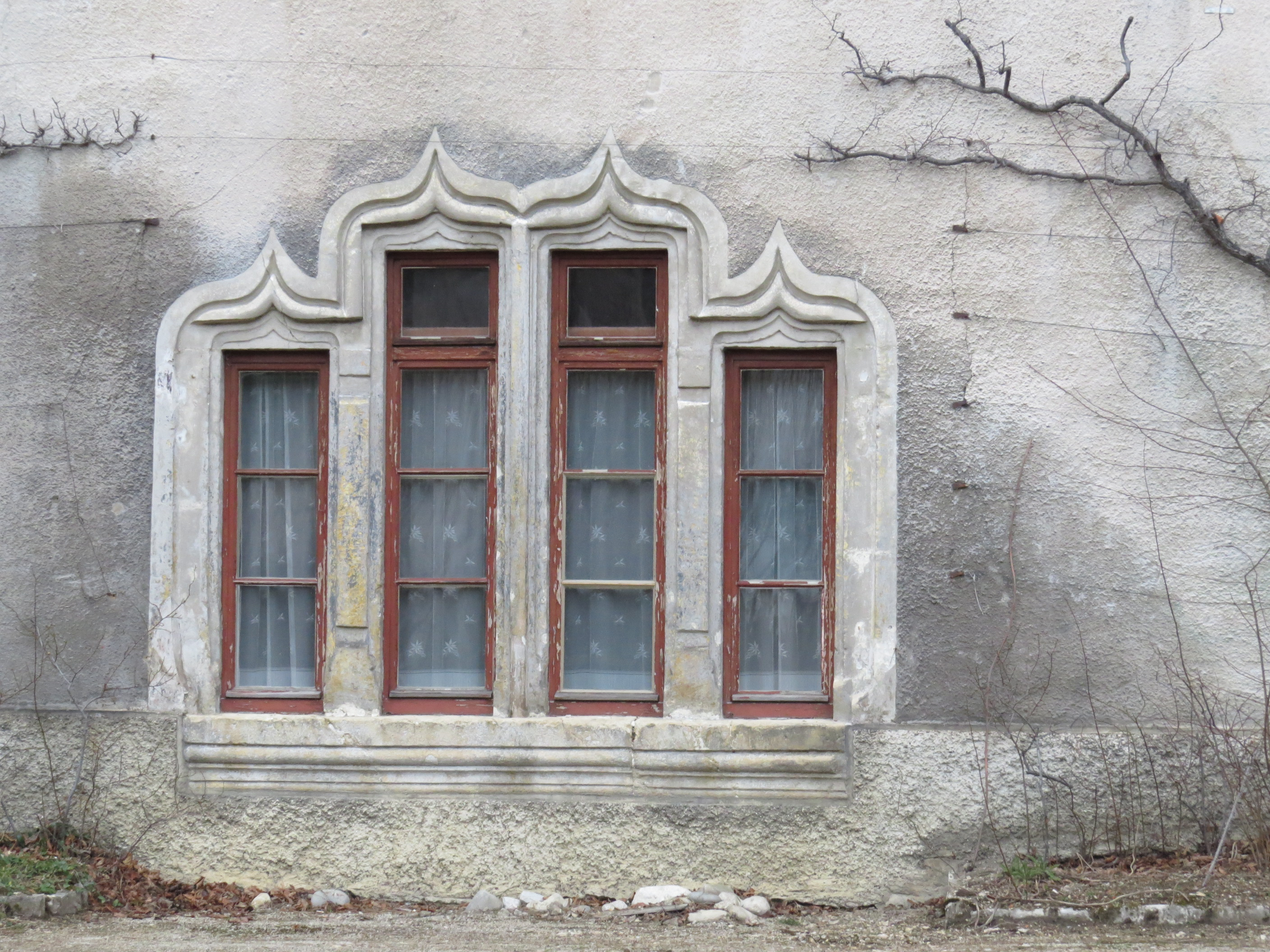
Encadrement de fenêtre médiéval de l'ancien corps de logis, en 2014

Cette phase de croissance est suivie d’une période de déclin, puisque les XIIIe et XIVe siècles n’ont guère laissé de traces de transformations ou d'agrandissements des bâtiments. Au XVe et au début du XVIe siècle, les constructions reprennent : réaménagement du logement des moines vers 1435, adjonction de chapelles en 1462 et 1481 à l’église Notre-Dame, qui reçoit aussi un nouveau chœur gothique dès 1485,,.
En 1507, le prieuré de Vautravers est remis au chapitre collégial de Neuchâtel, un changement d’affiliation qui coïncide avec un nouvel incendie et un important chantier de reconstruction. Le chœur roman de Saint-Pierre est remplacé par un sanctuaire de plan rectangulaire et la nef réduite à son vaisseau central, plus deux chapelles latérales. La dendrochronologie permet de dater la nouvelle charpente de l’église monastique de 1512, celle de la nef remaniée de l’église paroissiale de 1515 environ et la remise en état du logement des moines de 1519,.

### XVIesiècle: désaffectation du prieuré

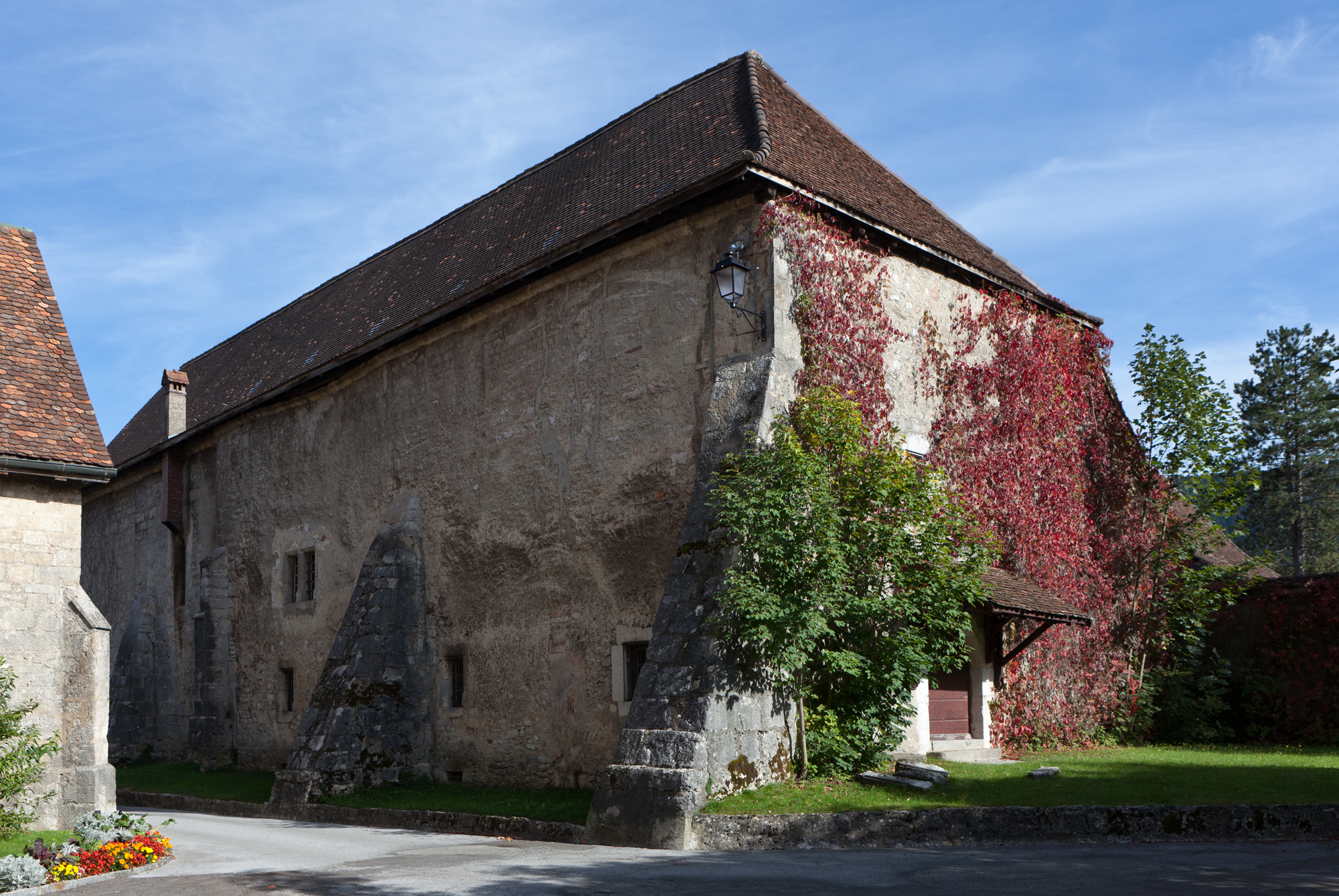
La façade occidentale de l'ancienne église Saint-Pierre, en 2011

Le chantier du début du XVIe siècle correspond aux derniers grands travaux menés au prieuré avant sa suppression. La Réforme est en effet adoptée à Neuchâtel en 1530, mais le prieuré de Môtiers n’en ressent les répercussions que sept ans plus tard. Après avoir brièvement accueilli les chanoines chassés de la collégiale de Neuchâtel en 1535, le monastère est finalement sécularisé en 1537. Les revenus sont transférés à la comtesse Jeanne de Hochberg, qui s’empresse de les acenser. À partir de 1538, l’église Saint-Pierre est transformée en grenier, les bâtiments conventuels remaniés et l’église Notre-Dame convertie en temple protestant. L’histoire conjointe de ce duo d’églises prend désormais des directions différentes,.

### DuXVIeauXVIIIesiècle: siège de la recette du Val-de-Travers

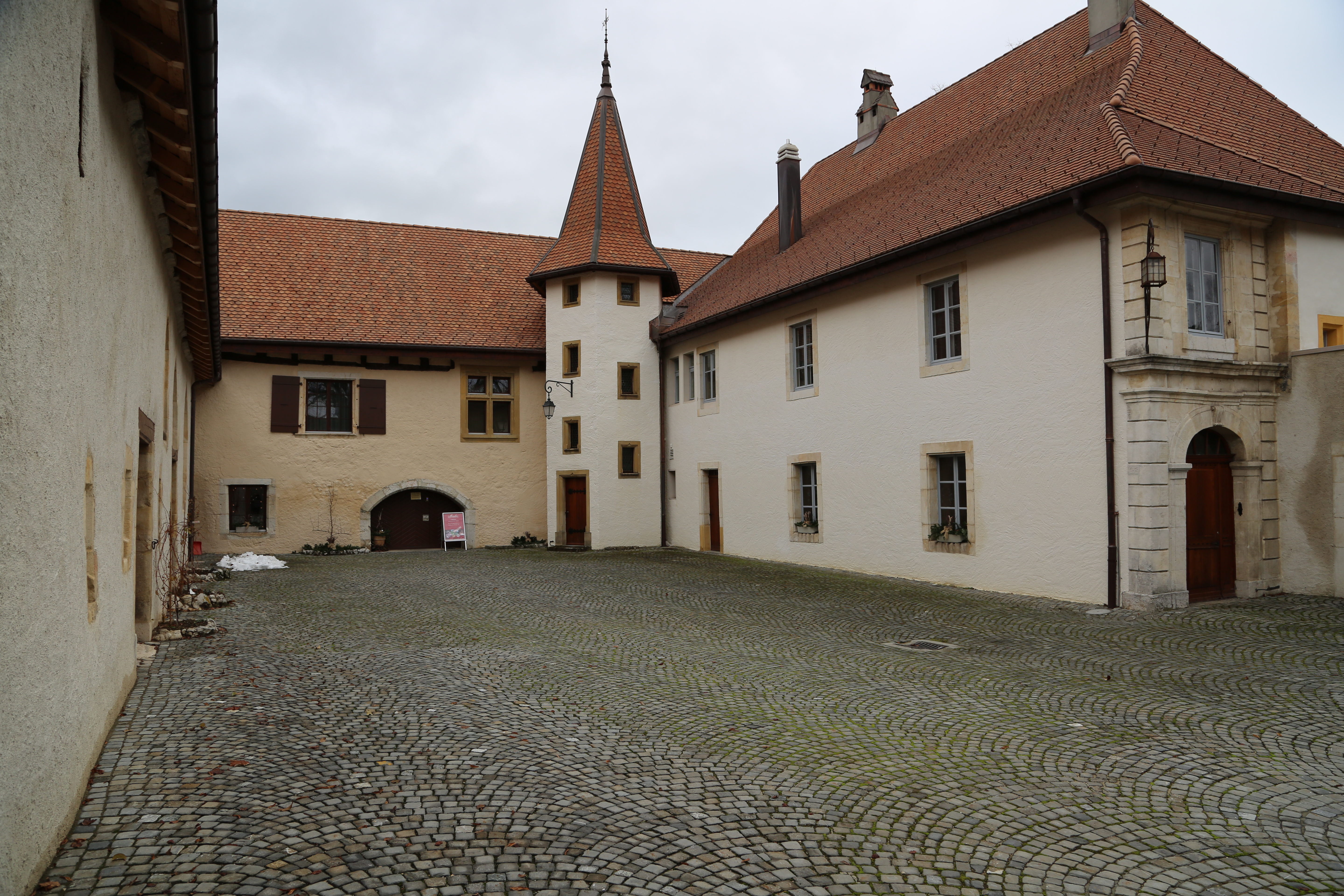
La cour du prieuré en 2015

À partir de 1538, l’ancien cloître sert de cour autour de laquelle s’articulent les différents bâtiments abritant la résidence du receveur de la Recette : greniers installés dans l’ancienne église Saint-Pierre au nord, galerie à l’est et logements dans le bâtiment sud, sans oublier les écuries, grange et autres locaux utilitaires. En 1583, la recette de l’ancienne moinerie est définitivement rattachée à la trésorerie du comté de Neuchâtel et le restera jusqu’au milieu du XVIIIe siècle. Durant les deux siècles qui suivent les bâtiments connaissent de nombreux remaniements et travaux d’entretien, parmi lesquels la réfection de la charpente de la maison d’habitation vers 1624 et la démolition de l’ancien clocher en 1668,,.

### 1749: privatisation du prieuré
Au milieu du XVIIIe siècle, la principauté de Neuchâtel compte une bonne douzaine de bâtiments d’origine médiévale qui doivent leur maintien à la permanence de droits féodaux mais qui sont fort coûteux à entretenir pour le souverain. Frédéric II de Prusse cherche à se débarrasser de ce patrimoine qu'il juge encombrant. En 1749, l’administration prussienne vend le prieuré et ses abords à Abraham Guyenet, commissaire et receveur des trois Recettes du Val-de-Travers. Le nouveau propriétaire effectue d’importantes réparations, dans le corps sud notamment, et fait creuser en 1761 une cave en prolongement de la crypte sous l’ancienne église Saint-Pierre.
Converti en résidence privée, l’ancien prieuré joue désormais un nouveau rôle au sein de la vie culturelle et sociale de la région. De 1762 à 1765, Jean-Jacques Rousseau réside à Môtiers et fréquente régulièrement ses salons et ses habitants. À la mort d’Abraham Guyenet, la propriété passe aux mains de sa belle-fille Isabelle Guyenet-d’Ivernois en 1777 et de sa petite-fille Marianne-Charlotte Guyenet en 1797. Au tournant des XVIIIe et XIXe siècle, un pensionnat de garçons occupe les locaux de l’ancien bâtiment monacal ; il est dirigé par le pédagogue Théodore-Abram Calame, père du peintre Charles-Edouard Calame.

### XIXesiècle: conversion industrielle

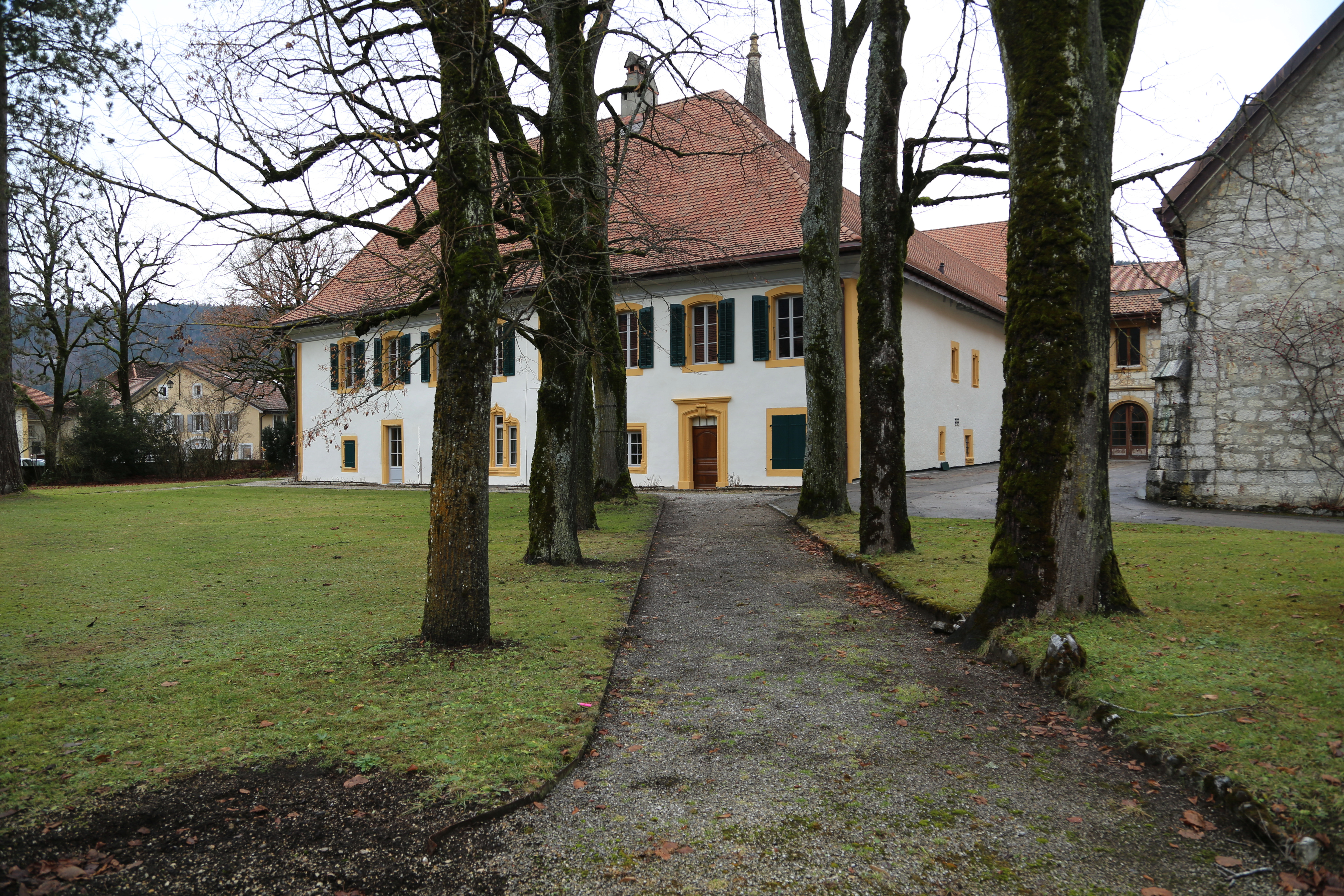
Le prieuré depuis le sud en 2015, à droite la halle industrielle

Après un projet avorté d’installation de prisons au début du XIXe siècle, l’ancien prieuré est vendu en 1821 au négociant en dentelles Charles-Louis Jeanrenaud-Besson. Ce dernier utilise une partie des locaux pour son commerce et met les autres en location. À partir de 1829, il met notamment l’aile nord à la disposition de son beau-frère Abram-Louis Richardet-Jeanrenaud qui se lance dans l’élaboration de vins mousseux. De 1852 à 1877, la loge maçonnique L’Égalité y implante son atelier, avant de transférer ses activités dans une maison qu’elle vient de faire édifier à Fleurier,,.

### 1869 à nos jours: siège de la fabrication de vin mousseux «méthode traditionnelle» dans la région neuchâteloise

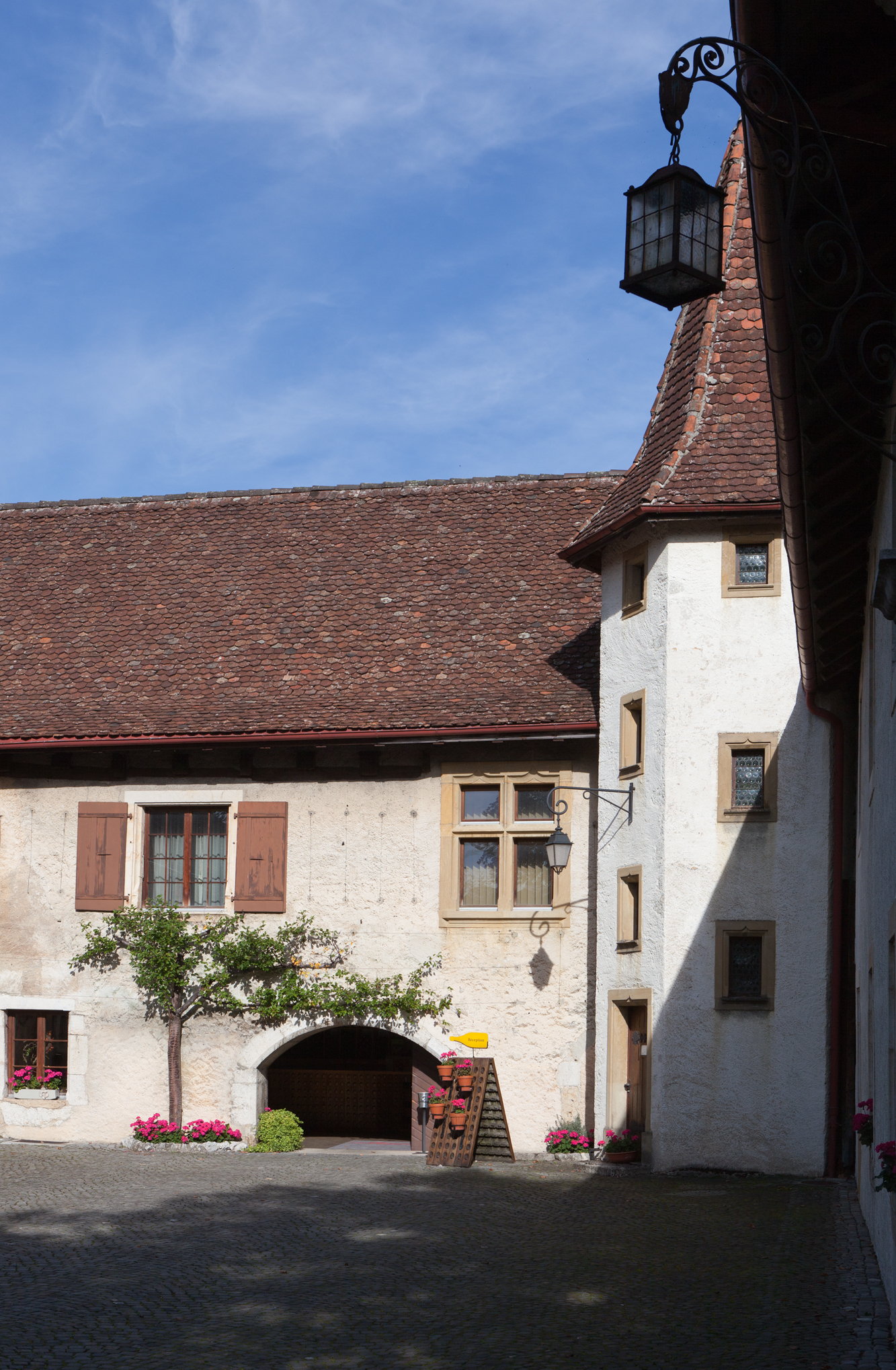
L'aile orientale de l'ancien monastère avec la tourelle du 19e siècle

En 1859, Louis-Edouard Mauler et son cousin Fritz Cottier reprennent l’entreprise Richardet, donnant un nouvel élan à la fabrication de vins mousseux en terres neuchâteloises. Au décès de Jeanrenaud-Besson en 1869, ils se portent acquéreurs de l’ancien prieuré qui va demeurer aux mains de la famille et de l’entreprise Mauler jusqu’à aujourd’hui,.
Les locaux du prieuré Saint-Pierre sont transformés et agrandis à plusieurs reprises : une nouvelle cave est creusée sous l’aile orientale en 1894, un chantier suivi par la construction d’une nouvelle halle industrielle. Édifiée à l’est du site en 1898-1899, cette dernière se fond dans son environnement, grâce à l’alliance de structures métalliques et de façades aux références néo-médiévales,. À la fin du XXe siècle, une partie de la production de vins mousseux quitte le prieuré pour s’installer dans une nouvelle unité à l’architecture contemporaine. Édifiée à la sortie du village en direction de Boveresse, la construction de 1992-1993 est susceptible de connaître un nouvel agrandissement. Aménagé pour l’accueil des clients, le prieuré peut désormais être visité lors de visites guidées. Il est mis sous protection au titre de monument historique depuis 1974.

## Architecture
Les bâtiments hérités de l’ancien prieuré dessinent aujourd’hui un fer à cheval ouvert en direction de l’ouest. Occupant l’emplacement de l’ancien cloître, la cour ainsi délimitée est fermée par un mur de clôture percé d’une porte cochère.
Au nord, les volumes de l’ancienne église Saint-Pierre sont encore bien reconnaissables. Les traces de transformation sont visibles sur les façades : des contreforts au nord, les vestiges du chevet à l’est, une arcade rappelant une chapelle disparue, le cartouche aux armes d’Olivier de Hochberg au sud et les traces d’arrachement de l’ancien clocher à l’ouest. Malgré la subdivision de l’église par de solides planchers en bois après la Réforme, l’ancien édifice est clairement perceptible, de même que les vestiges de la crypte romane et la cave du XVIIIe siècle.
Derrière une façade reconstruite vers 1617, le bâtiment situé à l’est de la cour abrite la grande salle aménagée à l’étage vers 1540. La tourelle néo-gothique du XIXe siècle assure la distribution du corps d’habitation. S’ouvrant sur un jardin, la façade sud comporte encore des fenêtres du XVIe siècle qui dialoguent avec les percements régularisés au XVIIIe siècle,.